# Atentados de Istambul em 2003
Os atentados de Istambul de 2003 foram uma série de ataques suicidas realizados com caminhões equipados com bombas detonados em quatro locais diferentes em Istambul, Turquia, em 15 e 20 de novembro de 2003.
Em 15 de novembro, dois caminhões-bomba foram detonados, um em frente à Sinagoga Bet Israel, em Şişli, por volta das 9h30 no horário local (UTC+2h00) e outro em frente à Sinagoga Neve Shalom, em Beyoğlu, por volta das 9h34. Como resultado desses atentados, 28 pessoas morreram, incluindo os atacantes, e mais de 300 pessoas ficaram feridas. Cinco dias após os primeiros ataques, em 20 de novembro, dois ataques diferentes foram perpetrados contra o Consulado Geral Britânico por volta das 10h55 e o Quartel-General do HSBC em Beşiktaş por volta das 11h, novamente usando caminhões-bomba. Na segunda rodada de ataques, 31 pessoas perderam a vida e mais de 450 ficaram feridas. No total, 59 pessoas morreram, incluindo os quatro homens-bomba, e mais de 750 ficaram feridas nos atentados.
As investigações iniciadas após os ataques determinaram que a Al Qaeda havia orquestrado os atentados. O processo-crime que começou com 69 arguidos e, com acréscimos, incluiu 76 arguidos em Fevereiro de 2004 relativamente aos atentados terminou em Abril de 2007 com a condenação de 49 arguidos, dos quais sete foram condenados à prisão perpétua, a vários períodos de encarceramento. Algumas das figuras supostamente dos altos escalões da organização militante fugiram para o Iraque após os ataques e morreram lá, enquanto uma parte foi capturada pelas forças de segurança. Após um novo julgamento realizado porque a Corte de Cassação reverteu alguns dos veredictos proferidos no julgamento inicial, 16 réus não foram condenados à prisão.